# Sundhara
Sundhara (nep. घिरिङ सुन्धारा) – gaun wikas samiti w zachodniej części Nepalu w strefie Gandaki w dystrykcie Tanahu. Według nepalskiego spisu powszechnego z 2001 roku liczył on 1281 gospodarstw domowych i 7471 mieszkańców (3967 kobiet i 3504 mężczyzn).